# リボンナポリン
リボンナポリン（Ribbon NAPOLIN ）は、ポッカサッポロフード&ビバレッジが販売する炭酸飲料である。
「リボンシトロン」の姉妹品で、北海道で1911年から販売されている商品である。オレンジ色であるが、無果汁でパプリカ色素が使われている。

## 概要
1911年、大日本麦酒（現・サッポロビール）により生み出される。戦争で休売となるが、戦後から数年の1954年に発売再開。その時より北海道限定となる。
発売当時はブラッドオレンジを原料に使用しており地中海を代表する果実ということで地中海に面したイタリア共和国の都市「ナポリ」にちなんで「ナポリン」と命名したという。
リボンナポリンは現在、北海道限定品として販売されており、他の地域では北海道のアンテナショップや、北海道物産展等のイベント以外では滅多に見かけることはない。しかし以前より首都圏のスーパーで一時的に通常の炭酸飲料として販売されていることもある。もちろん通信販売で手に入れることが可能である。
2011年5月23日に発売100周年を迎えた。

### 色素
発売当初から2017年のリニューアルまで、コチニール色素が使われていたことで有名。この色素はカイガラムシが持つ動物由来のものであり、食品添加物として認可されている。道民の多くは、長きに渡り色素の正体が何なのか知らずに飲んでいるといわれている。

## 変遷
- 2007年4月、「リボンナポリンAquaClear」としてリニューアル。原材料から食塩が除外されラベルに「食塩」の記載がなくなる。
- 2007年10月、北海道産練乳をブレンドした「リボンナポリン北海道練乳ソーダ」（500mlペットボトル）を発売。
- 2008年7月、アトラスより発売されたPlayStation 2用ソフトウエア、ペルソナ4にゲーム内アイテムとしてリボンシトロンとリボンナポリンが登場。
- 2009年3月16日、名称が「リボンナポリン」に戻っている。リボンちゃんにも手が加えられ、かつては服とリボンにしか色がついていなかったが、肌などにも色がつくようになった。
- 2009年4月、ブラッドオレンジを加えた「太陽いっぱいのリボンナポリン」（500mlペットボトル）を発売。同時にもりもとから、ナポリンを使ったゼリー「太陽いっぱいのナポリンゼリー」が発売。
- 2011年3月、100周年を記念してパッケージがリニューアルされ、カロリーゼロの新商品「リボンナポリンゼロカロリー」が発売[2]。
- 発売100周年を迎えた2011年からは長年の感謝と北海道の地域活性化のために「リボンでつなごう!北海道。」プロジェクトを立ち上げ、その一環として、同年6月から9月までの期間限定で北海道各地にある47のキャラクターとコラボレーションした「北海道キャラクターコラボラベル」を発売[3]。このプロジェクトは2012年以降も継続しており、同年5月に発売された「北海道キャラクターコラボラベル2012」では参加キャラクターが91に増加[4]。2013年6月に発売された「北海道キャラクターコラボラベル2013」では参加キャラクターが115に増加されている[5]。
- 元々炭酸が強めの製品であるため、冷やしていない状態で開栓すると吹きこぼれが発生しやすかった、2013年8月14日出荷分をもって1.5Lペットボトルの販売を一時休止[6]。その後、同年10月7日に販売を再開している[7]。
- 2013年10月28日、2014年で「Ribbon」ブランドの誕生100周年を迎えるに当たり、同年生誕40周年を迎えるサンリオのキャラクター「ハローキティ」とのコラボレーションが実現し、2013年12月いっぱいまでの期間限定で、500mlペットボトルと1.5Lペットボトルに「ハローキティコラボラベル」を設定した[8]（「ハローキティコラボラベル」は「Ribbon シトロン」・「Ribbon 純水あっさりグレープフルーツ」の同サイズにも設定される）。
- 2014年4月14日、「リボンシトロン」と共に全面刷新。3年ぶりの全面刷新となる今回はオレンジ基調はそのままだが、「リボンシトロン」と統一されたデザインとなり、500ml缶を追加。「リボンシトロン」同様、500mlペットボトルは内容量を減らして450mlに変更した[9]。
- 日本記念日協会に申請し、2016年より5月23日を「リボンナポリンの日」に制定[10]。
- 2017年3月27日、「Ribbon」ブランドキャラクター“リボンちゃん”誕生60周年を機に、「Ribbonナポリン」シリーズを刷新。「リボンナポリン」の特徴でもあるオレンジ色を出す原料を、パプリカ色素へ切り替えた[11]。また、北海道限定の広告・CMのイメージキャラクターに、北海道滝川市出身の藤本美貴を起用した[12]。
- 2017年4月25日、「サッポロナポリンサワー」（アルコール分5%）が発売。

## リボンナポリンが登場した作品
- ペルソナ4 （ビデオゲーム、2008年、アトラス）
- ARGONAVIS from BanG Dream! （ボーイ・バンド、2020年、ブシロード）
- 道産子ギャルはなまらめんこい

## コラボ商品
- 2009年、不二家とサッポロ飲料との共同開発商品として「リボンナポリンキャンディ」が北海道限定で発売された。
- 2012年、赤城乳業とサッポロ飲料との共同開発商品として「リボンナポリンアイス」が北海道限定で発売された。なお赤城乳業によれば、同製品は「ガリガリ君の公認ライバル」とのこと[13][14]。
- 2017年4月25日から、サッポロビールとの共同開発によるカクテル（酒類）「サッポロ ナポリンサワー」が北海道限定で発売される[15]。